# Orden Ogan
Gli Orden Ogan sono una band power metal tedesca, caratterizzata dalla presenza nel loro stile musicale di elementi progressive e folk.
Fondati nel 1996 dal batterista Sebastian Grütling e dal chitarrista e cantante Sebastian Levermann, hanno all'attivo 5 album e una raccolta (The Book of Ogan, pubblicata nel 2016). Sono sotto contratto con la AFM Records.
Il nome Orden Ogan deriva dalla parola tedesca Orden che significa "ordine" e dal celtico ogan che significa "paura". Una traduzione potrebbe dunque essere "ordine della paura".

## Storia del gruppo

### Gli inizi
Fondati nel 1996 come Tanzende Aingeweide ("viscere danzanti"), assunsero la denominazione attuale l'anno successivo, desiderosi di un nome "più corto, significativo e che rimanesse facilmente in testa". In questo periodo pubblicarono le 3 demo Into Oblivion (1998), Soli Deo Gloria (1999) e Testimonium A.D. (2004) con l'intento di farsi conoscere nell'affollato panorama power metal tedesco. Alcuni dei brani registrati per queste demo videro poi la luce, opportunamente rifiniti e perfezionati, nei successivi album in studio ufficiali.

### Il successo
Nel 2008 arrivò il primo contratto discografico con l'indipendente tedesca Yonah Records, che diede al gruppo l'occasione di pubblicare l'album Vale e di partecipare a più di 50 eventi in tutta Europa, fra cui il festival Rock am Ring.
Il successivo album in studio, Easton Hope, venne pubblicato nel 2010, questa volta con l'etichetta AFM Records.
Nel 2011 avvenne un cambio di formazione: al bassista Lars Schneider subentrò Niels Löffler, mentre alla batteria arrivò Dirk Meyer-Berhorn. Con questa formazione il gruppo registrò l'album To the End, pubblicato nel 2012 e supportato dal primo videoclip del gruppo, per il singolo The Things We Believe in, che ha finora ottenuto più di 3 milioni e mezzo di visualizzazioni su YouTube. Durante il 2013 gli Orden Ogan consolidarono sempre più la loro posizione come protagonisti della scena power metal internazionale, partecipando al Wacken Open Air e supportando in tour i Rhapsody of Fire (accompagnati anche dai Freedom Call) e gli HammerFall.
Il loro quarto album in studio uscì nel 2015 e si intitola Ravenhead, la cui promozione li vide finalmente protagonisti di un tour europeo in qualità di headliner. 
Nel 2016 pubblicarono invece una raccolta celebrativa dei 20 anni di attività: i brani da includere vennero scelti dai fan grazie a un sondaggio indetto dalla casa discografica tramite Facebook.
Preceduto dalla pubblicazione del videoclip del brano Gunman e dai lyric video di Fields of Sorrow e Come with Me to the Other Side, esce il 7 luglio 2017 l'album Gunmen. Per la promozione di quest'album, durante tutto il 2017 il gruppo è stato in tour fra Europa e America settentrionale, accompagnato dal gruppo canadese Unleash the Archers e dalla power metal band italiana Rhapsody of Fire, con tre date in Italia: Treviso, Bologna e Voghera.

## Stile e tematiche
La musica suonata dagli Orden Ogan è un power metal di stampo piuttosto classico, con brani veloci e dal ritmo sostenuto, e voce generalmente pulita. Tuttavia, le massicce influenze progressive (specialmente nelle ritmiche) e folk (nelle linee melodiche come nella varietà di strumenti a fiato usati in molti brani), rendono il loro stile comunque molto personale e innovativo.
In virtù della frequenza di sezioni orchestrali nei loro brani e del grande uso di cori, sono stati spesso associati dalla critica ai loro connazionali Blind Guardian.
Le tematiche dei testi, seppur generalmente piuttosto vaghe, ruotano spesso attorno all'ineluttabilità del destino, all'avventura e ad un personaggio da loro inventato, chiamato Alister Vale, introdotto appunto nell'album Vale e successivamente divenuto loro mascotte. Col passare degli anni, i loro dischi si sono avvicinati sempre più ad essere dei concept album. Il disco Gunmen, del 2017, segna infatti un punto di svolta della band: è un concept ambientato nel West in cui si racconta di un uomo che deve superare la morte della propria amata, di cui si sente colpevole.

## Formazione

### Formazione attuale
- Sebastian Levermann: chitarra, voce (dal 1996), tastiere (dal 2011)
- Tobias Kersting: chitarra (dal 2006)
- Niels Löffler: basso (dal 2011)
- Dirk Meyer-Berhorn: batteria (dal 2011)

### Ex componenti
- Marc Peters: chitarra (1998–2000)
- Stefan Manarin: chitarra (2000–2006)
- Verena Melchert: flauto (2001–2004)
- Christina Decker: tastiere (1996–2000)
- Sebastian Severin: basso (1996–2007)
- Sebastian "Ghnu" Grütling: batteria (1996–2011)
- Lars Schneider: basso (2007–2011)
- Nils Weise: tastiere (2007–2011)

## Discografia
Album in studio
- 2008 - Vale
- 2010 - Easton Hope
- 2012 - To the End
- 2015 - Ravenhead
- 2017 - Gunmen
- 2021 - Final Days
- 2024 - The Order of Fear

Demo
- 1998 - Into Oblivion
- 1999 - Soli Deo Gloria
- 2004 - Testimonium A.D.

Raccolte
- 2016 - The Book of Ogan

Album dal vivo
- 2017 - Gunmen Live